# Silkeborg Slot
Silkeborg Slot har ligget på en slotsholm nordøst for Silkeborgs nuværende centrum, hvor Gudenåen løber ud i Silkeborg Langsø. Man ved ikke, hvornår det ældste Silkeborg Slot blev bygget. Det blev nedrevet i 1726 efter at have været i forfald i en årrække.
Ejler Haugsted refererer i et foredrag i 1918 i Historisk Samfund til et brevregister fra 1558:
Stedet som Silkeborg stander på tilhørte engang i 14.Aarh Alling Kloster ... og som var et temmelig stort Kloster...
... Med det gode eller med det onde har en Herremand paa Egnen, maaske Hr. Erik Mus, maaske en af hans Forfædre bemægtiget sig Næsset ved Aaens udløb i Langsøen og har bygget sig en af disse Fæster, hvorfra der, som Dronning Margrete siger i Januarforordningen af 1396 " skete overmåde lidt Ret .
Det mere end antydes, at det nærmest har været en røverborg. 
Silkeborg blev i 1418 overdraget til Århus bispestol og var hovedsæde for bispegodset i den vestlige del af stiftet. De sidste seks biskopper i Århus, inden reformationen, var borgherrer på Silkeborg.
Biskop Ulrik Stygge opførte en borg , ca. 30 x 14 m i sten, i to stokværk og med tårn. En mønt fra Erik af Pommerns tid, som er fundet i jorden i nærheden af fundamentet, kan indikere, at den er bygget i 1430'erne.
Der har været piloteret, og det nederste stokværk har været hvælvet.
Silkeborg var hovedsædet for bispedømmets besiddelser i den vestlige del af stiftet.
I 1536 opførte kronen en trefløjet gård i bindingsværk og gjorde stedet til hovedsæde for det efter reformationen oprettede Silkeborg Len.
Topografen og historikeren Arent Berntsen skrev i 1656 Silkeborg er et velbygt, anseeligt og overmåde lystigt slot, liggende 4 mil vesten for Århus inde i landet på et synderligt smukt og belejligt sted med skov og mark såvel som mange ferske søer og åer: så godt, at Hans Kongelige Majestæt derfor har forbeholdt sig det til sin egen frihed og vildtbane.

## Visualisering i 2017
I sommeren 2017 lavede man en visualisering af slottet i fuld størrelse, præcis på stedet hvor det har ligget. Der blev bygget et skelet af stilladsmaterialer, som så blev beklædt med en dug, med billeder af hvordan man har kunnet nå frem til det har set ud. 

## Eksterne kilder og henvisninger
- Wikimedia Commons har flere filer relateret til Silkeborg Slot
- Silkeborg Slot Arkiveret 13. februar 2016 hos  Wayback Machine af Af museumsinspektør Knud Bjerring Jensen, Museum Silkeborg, middelalderborge.dk
- Kapel på Silkeborg hos danmarkskirker.natmus.dk, Danmarks Kirker, Nationalmuseet

56°10′26.5″N 9°33′22.4″Ø / 56.174028°N 9.556222°Ø